# Anne Schedeen
Luanne Ruth Schedeen (Portland, Oregon, 8 de janeiro de 1949), conhecida profissionalmente como Anne Schedeen, é uma atriz estadunidense, mais conhecida do público pelo papel de Kate Tanner na sitcom ALF, que interpretou entre os anos de 1986 e 1990.
Um de seus primeiros papéis principais foi como a advogada Sara Frank na novela Paper Dolls. Seus outros créditos incluem participações em séries de televisão de sucesso como Cheers, Um é Pouco, Dois é Bom e Três é Demais, O Incrível Hulk, Baretta, Family, Emergency!, McCloud, Marcus Welby, M.D., Magnum, Assassinato por Escrito, Judging Amy, O homem de seis milhões de dólares, Mulher Biônica, E/R e Simon & Simon, e nos filmes Embryo e Second Thoughts.
É casada com o ator, produtor e agente de talentos Christopher Barrett.

## Filmografia
- Embryo (1976) ...Helen Holliston
- Second Thoughts (1983) ...Janis

### Televisão
- Aloha Means Goodbye (1974) (TV) ...Aeromoça
- Get Christie Love! (1 episódio, 1974)
- Ironside ...Vicki (1 episódio, 1974)
- Lucas Tanner ...Comissária de Bordo Carolyn (1 episódio, 1974)
- The Six Million Dollar Man ...Tina Larson (1 episódio, 1974)
- McCloud ...Tina (1 episódio, 1975)
- Three for the Road (1 episódio, 1975)
- You Lie So Deep, My Love (1975) (TV) ...Ellen
- Emergency! ...Carol /(6 episódios, 1974–1976)
- Marcus Welby, M.D. ...Sandy Porter /(13 episódios, 1974–1976)
- The Bionic Woman ...Milly Wilson (1 episódio, 1976)
- Switch ...Keelie Blair /(2 episódios, 1975–1978)
- Exo-Man (1977) (TV) ...Emily Frost
- Family ...Susie (2 episódios, 1977)
- Flight to Holocaust (1977) (TV) ...Linda Michaels
- Kingston: Confidential (1 episódio, 1977)
- Lanigan's Rabbi (1 episódio, 1977)
- Almost Heaven (1978) (TV) ...Margie
- Baretta ...Linda (1 episódio, 1978)
- Project U.F.O. ...Helen McNair (1 episódio, 1978)
- Three's Company ...Linda (5 episódios, 1978–1982)
- Champions: A Love Story (1979) (TV) ...Diane Kachatorian
- The Incredible Hulk ...Kimberly Dowd (1 episódio, 1979)
- Never Say Never (1979) (TV) ...Dr. Sarah Keaton
- Cheers ...Emily Phillips (1 episódio, 1984)
- E/R ...Karen Sheridan (1 episódio, 1984)
- Paper Dolls ...Sara Frank (13 episódios, 1984)
- Simon & Simon ...Bailey Randall /(2 episódios, 1982–1985)
- Braker (1985) (TV) ...Tenente Polly Peters
- If Tomorrow Comes (1986) mini-série ...Charlotte
- Magnum, P.I. ...Audrey Gilbert (1 episódio, 1986)
- Murder, She Wrote ...Julia Granger (1 episódio, 1986)
- Slow Burn (1986) (TV) ...Mona
- Cast the First Stone (1989) (TV) ...Elaine Stanton
- ALF ...Kate Tanner (98 episódios, 1986–1990)
- Perry Mason: The Case of the Maligned Mobster (1991) (TV) ...Paula Barrett
- Praying Mantis (1993) (TV) ...Karen
- Heaven's Prisoners (1996) ...Jungle Room Patron
- Judging Amy ...Det. Peggy Fraser (3 episódios, 2001)
- Tiny Nuts (2014)...Anne